# Drone music
La drone music (talvolta indicata anche come drone-based music, drone ambient, dronescape, dronology, o, più semplicemente, drone) è uno stile musicale nato dal minimalismo che enfatizza l'uso di suoni, note o cluster estesi e ripetuti detti bordoni. Se paragonato ad altri generi o stili musicali, esso è solitamente caratterizzato da lunghi programmi audio che presentano variazioni armoniche relativamente brevi in tutte le tracce. Uno dei musicisti che la inventò negli anni sessanta, La Monte Young, la definì nel 2000 "la branca timbrica prolungata del minimalismo".

## Caratteristiche
Una delle prime forme di drone music non etnica venne inventata da La Monte Young negli anni sessanta e divenne successivamente un genere musicale relativo a quegli artisti strettamente legati alla musica underground, al post-rock e ai numerosi stili imparentati con la musica sperimentale. La drone music è anche adoperata in altri generi quali, ad esempio, la musica che fa spesso uso di "suoni trovati", la musica minimalista, la dark ambient, il drone doom metal (noto anche come drone metal), e il rumorismo. Adoperando spesso strumenti elettronici o strumenti acustici processati elettronicamente, questi generi e stili tendono a generare armonie fitte e statiche, nonché un senso immobile e "librante" del tempo. Benché le caratteristiche della drone music siano semplici da riconoscere, i bagagli culturali e gli scopi che si prefiggono i musicisti che la compongono si distinguono molto fra loro.

Il concetto di drone music venne riassunto in una recensione in questo modo: 
Oltre a Young e il suo Theatre of Eternal Music, gli artisti e i gruppi che si sono approcciati al genere includono Charlemagne Palestine, Tony Conrad, Éliane Radigue, Phill Niblock, Pauline Oliveros, Laurie Spiegel, Kyle Bobby Dunn, Coil, If Thousands, Labradford, Bowery Electric, Stars of the Lid, Spacemen 3, Janek Schaefer, Tim Hecker, Sunn O))), Folke Rabe, Dirty Knobs, Yellow Swans e l'artista concettuale Yves Klein, che fu autore della Monotone Symphony.

## Storia

### Antecedenti
La musica etnica e spirituale, generalmente statica o estremamente lenta, che include bordoni, definita drone music, può essere riscoperta in molte parti del mondo: vi sono le tradizioni della musica per cornamusa, che includono quella scozzese; la musica per didgeridoo australiana; la musica carnatica classica del sud indiano e la musica classica indostana (ambedue vengono generalmente accompagnate dalla tambura, uno strumento musicale in grado di produrre soltanto un bordone); i suoni estesi che caratterizzano la tradizione musicale del gagaku; la tradizionale musica vocale dell'organum risalente all'Europa medievale; e i bordoni vocali adoperati in certa musica bizantina cinquecentesca quale l'ison. La ripetizione delle note, che si presume essere l'emulazione dei suoni delle cornamuse comprende una notevole quantità di generi e stili musicali. L'origine della staticità e delle lunghe note presenti negli adagio delle composizioni classiche includono, ad esempio, il terzo movimento di Five Small Pieces for Orchestra di Anton Webern e le arie lente che caratterizzano alcune tradizioni folkloristiche europee da cui discendono direttamente la musica popolare moderna e la musica elettronica.

### La Monte Young e il Theatre of Eternal Music
LaMonte Young, affascinato dal "suono del vento che soffia", dai "bordoni che circolano sessanta volte al minuto", dai "convertitori step-down sui pali del telefono" , dai "bordoni prodotti dalle tanpura", dalle "alap generate dalla musica classica indiana", da "certi aspetti statici del serialismo, quali il lento movimento della Symphony Opus 21 di Webern", e dal "gagaku giapponese che presenta note sospese negli strumenti musicali quali lo sho", iniziò a comporre musica incorporandola di note estese in una sezione media di quattro ottoni nel 1957. Successivamente, nel 1958, realizzò quella che era, a detta del musicista, "la prima opera nella storia della musica costituita completamente da lunghe note estese e silenzi", il Trio for Strings, prima di esplorare questa forma di drone music nel Theatre of Eternal Music che fondò negli anni sessanta.
Il Theatre of Eternal Music, un gruppo musicale specializzato in performance multimediali, incluse, durante gli anni sessanta e settanta La Monte Young, Marian Zazeela, Tony Conrad, Angus MacLise, Terry Jennings, John Cale, Billy Name, Jon Hassell, Alex Dea ed altri. Operando dal mondo delle gallerie d'arte e dei magazzini nuovaiorchesi per poi avvicinarsi all'estetica del Fluxus ed al continuum post-cageiano, il gruppo inscenò esibizioni lungo la East Coast degli Stati Uniti e l'Europa che, oltre ad essere ispirate in qualche modo alla musica classica industana, presentavano "lunghi periodi di inondazioni sensoriali accompagnate da combinazioni di relazioni armoniche, che si spostano lentamente dall'una all'altra" Il gruppo non pubblicò nulla durante la sua attività (anche se, durante la loro adesione al "Teatro", Young e Zazeela pubblicarono un LP in cui collaborarono nel 1969 e Young compose il lato di un flexy-disc pubblicato dalla rivista Aspen). I loro concerti si rivelarono influenti sia nell'ambiente artistico comprendente Karlheinz Stockhausen (la sua composizione Stimmung risente molto della loro influenza), sia nelle composizioni minimaliste di dozzine di altri musicisti, la maggior parte dei quali propose innovazioni parallele comprendenti gli allievi di Young: Pauline Oliveros, Éliane Radigue, Charlemagne Palestine, Yoshi Wada, Phill Niblock e molti altri. Successivamente, un membro della formazione, John Cale, decise di estendere e popolarizzare le loro concezioni artistiche nella musica rock degli anni sessanta con i Velvet Underground.

Nel 2000, La Monte Young scrisse: 

### John Cale e i Velvet Underground
Il primo EP pubblicato dai Velvet Underground, Loop (1966), era una traccia drone music composta dal loro membro John Cale. Benché questa loro rara pubblicazione fosse molto estranea al repertorio solitamente rock della formazione, il gruppo componeva a volte brani che presentavano bordoni almeno apparenti; la loro canzone "Heroin", in particolare, presenta un opprimente bordone prodotto dalla viola di Cale e dalla chitarra di Reed. Questa traccia apparsa nel primo album della band The Velvet Underground & Nico (1967) e influenzata dagli esperimenti del Theatre of Eternal Music, fu la prima canzone rock ad adoperare la drone music. Dopo l'allontanamento di Cale dal gruppo, avvenuto nel 1968, il compositore d'avanguardia produsse l'omonimo debutto degli Stooges (1969), suonando, inoltre, bordoni di viola nella traccia "We Will Fall" e quelli presenti in "Frozen Warnings" tratta dall'album The Marble Index (1969) della cantante Nico. Più tardi, lo stesso Lou Reed pubblicò un doppio album basato sui suoni di feedback di chitarra multi-traccia che presentava anche bordoni: Metal Machine Music; nelle note di copertina dell'album è scritto: 

### George Harrison e i Beatles
Molte canzoni dei Beatles presentano bordoni. Gli studi di musica classica indiana condotti da Harrison presso il compositore indiano Ravi Shankar influirono sulle scelte musicali del chitarrista, che compose canzoni comprendenti una tambura (ad esempio "Love You To" del 1966 e "The Inner Light" del 1967): uno strumento musicale adoperato nella musica indiana per generare le stasi armoniche. Tomorrow Never Knows di John Lennon, una canzone pressoché mitologica ispirata al libro tibetano dei morti, include anch'essa una tambura, ed è cantata sul suono di un bordone allo stesso modo di come avveniva nella musica liturgica occidentale del Medioevo.

### Krautrock
Durante la fine degli anni sessanta e gli inizi del decennio seguente, gruppi musicali tedeschi appartenenti alla corrente "Krautrock" quali Can, Neu! e Faust, che furono discepoli della lezione La Monte Young e Stockhausen, influirono molto sullo stile dei musicisti art rock a loro contemporanei e sulle future formazioni punk rock- post-punk. Tony Conrad, un musicista che appartenne al Theatre of Ethernal Music di La Monte Young, collaborò con gli stessi Faust nel significativo Outside the Dream Syndicate (1972), un album che presenta complessi bordoni di violino accompagnati da un'unica nota di basso e dai suoni di percussioni "sanguinarie". Linee di basso con una sola nota sono anche presenti nella traccia Mother Sky dei Can (tratta dall'album Soundtracks del 1970) e nell'intero album di debutto dei Die Krupps (Stahlwerksymphony del 1979).

### New age, musica cosmica e ambient
Parallelamente alla corrente musicale del Krautrock, alcuni musicisti dell'Europa e del Nord America tentarono di conciliare fra loro la musica classica asiatica, il minimalismo e la musica folk più spirituale. Fra questi vi era Terry Riley, autore di In C (1964) che divenne, assieme a Young e Zazeela, studente di Pandit Pran Nath. Parallelamente, il compositore Klaus Schulze e la band Krautrock dei Tangerine Dream, adoperarono entrambi uno stile musicale contemplativo e armonico, che fruttò loro due album di drone music: Zeit (dei Tangerine Dream) e Irrlicht (di Schulze). Nel mentre, anche grazie al perfezionamento delle tecnologie di studio avvenuto negli anni settanta, Brian Eno, un ex membro dei Roxy Music, inventò l'ambient music ispirato, secondo le testimonianze, da John Cage, dal concetto di Musique d'ameublement di Erik Satie e dal minimalismo. Questo genere, secondo il musicista, sarebbe "capace di andare incontro a numerosi livelli di attenzione nell'ascolto senza esaltarne uno in particolare; deve essere tanto ignorabile quanto è interessante. »". Benché le sue registrazioni su nastro della fine degli anni settanta non siano propriamente di drone music, il suo riconoscimento nei confronti di Young (che definì "il papà di tutti noi") e la sua influenza nella futura drone music ne fecero un indiscutibile anello della catena.

### Musica elettronica e metal
Alla fine degli anni novanta ed agli inizi del decennio successivo, la drone music influì in svariati generi e stili quali il rock, l'ambient, la dark ambient, la musica elettronica e la new age. Molti musicisti drone music ancora attivi, quali Phill Niblock, Éliane Radigue e La Monte Young, realizzano composizioni basate esclusivamente su lunghe note estese. Improvvisatori quali Hotogisu e Sunroof! realizzano composizioni basate su suoni molto simili ai bordoni. Sunn O))), una formazione drone metal, suona quasi esclusivamente tracce basate sulle note estese, mentre i loro coetanei Merzbow e Boris pubblicarono nel 2005 una traccia collaborativa della durata di sessantadue minuti, Sun Baked Snow Cave. Questo genere musicale viene ancora oggi seguito da numerosi musicisti come Gygax della 12th Records.